# Paksos (gmina)
Paksos (gr. Δήμος Παξών, Dimos Paxon) – gmina w Grecji, w administracji zdecentralizowanej Peloponez, Grecja Zachodnia i Wyspy Jońskie, w regionie Wyspy Jońskie, w jednostce regionalnej Korfu. W jej skład wchodzi między innymi wyspa Paksos. Siedzibą gminy jest Gaios. W 2011 roku liczyła 2300 mieszkańców.